# Prirezani dodekaeder
| Prirezani dodekaeder                       | Prirezani dodekaeder                                            |
| ------------------------------------------ | --------------------------------------------------------------- |
| (animacija)                                |                                                                 |
| vrsta                                      | arhimedsko telo uniformni polieder                              |
| elementi                                   | F = 92, E = 150, V = 60 (χ = 2)                                 |
| stranske ploskve na stran                  | (20 + 60){3} + 12{5}                                            |
| Conwayjev zapis                            | sD                                                              |
| Schläflijevi simboli                       | sr{5,3} ali {\displaystyle s{\begin{Bmatrix}5\\3\end{Bmatrix}}} |
| Schläflijevi simboli                       | ht0,1,2{5,3}                                                    |
| Wythoffov simbol                           | \| 2 3 5                                                        |
| Coxeter-Dinkinov diagram                   |                                                                 |
| simetrija                                  | I, ⁠1/2⁠H3, [5,3]+, (*532), red 60                                |
| vrtilna grupa                              | I, [5,3]+, (532), red 60                                        |
| diedrski kot                               | 3-3: 164°10′31″ (164,18°) 3-5: 152°55′53″ (152,93°)             |
| sklici                                     | U29, C32, W18                                                   |
| značilnosti                                | konveksen polpravilen kiralen                                   |
| obarvane stranske ploskve                  | 3.3.3.3.5 (slika oglišč)                                        |
| petstrani heksekontaeder (dualni polieder) | mreža telesa                                                    |

Prirezani dodekaeder (ali prirezani ikozidodekaeder) je v geometriji konveksni polieder. Je arhimedsko telo, eno od trinajstih konveksnih izogonalnih neprizmatičnih teles skonstruirano z dvema ali več vrstami pravilnih mnogokotniških stranskih ploskev.
Ima dvaindevetdeset pravilnih stranskih ploskev, od tega osemdeset enakostraničnotrikotniških in dvanajst petkotniških, ter 150 robov in 60 oglišč.
Spada med kiralne poliedre z dvema različnima oblikama, ki sta zrcalni sliki (ali enanciomorfni druga drugi). Edini kiralni arhimedski telesi sta prirezana kocka in prirezani dodekaeder. 
- Prva zrcalna oblika
- Druga zrcalna oblika

Unija obeh oblik je sestav dveh prirezanih dodekaedrov, konveksna ogrinjača obeh oblik pa je prisekani ikozidodekaeder.

## Druga imena
Johannes Kepler je najprej imenoval telo v latinščini kot dodecahedron simum leta 1619 v svoji knjigi Harmonija sveta (Harmonice mundi). Harold S. M. Coxeter je opazil, da se lahko telo skonstruira enakovredno iz dodekaedra ali ikozaedra, in ga je imenoval prirezani ikozidodekaeder (snub icosidodecahedron), z navpičnim razširjenim Schläflijevim simbolom {\displaystyle s{\begin{Bmatrix}5\\3\end{Bmatrix}}}.

## Kartezične koordinate
Kartezične koordinate za oglišča prirezanega dodekaedra s središčem v izhodišču so vse sode permutacije
(±2α, ±2, ±2β),
(±(α + ⁠β/φ⁠ + φ), ±(−αφ + β + ⁠1/φ⁠), ±(⁠α/φ⁠ + βφ − 1)),
(±(α + ⁠β/φ⁠ − φ), ±(αφ − β + ⁠1/φ⁠), ±(⁠α/φ⁠ + βφ + 1)),
(±(−⁠α/φ⁠ + βφ + 1), ±(−α + ⁠β/φ⁠ − φ), ±(αφ + β − ⁠1/φ⁠)) and
(±(−⁠α/φ⁠ + βφ − 1), ±(α − ⁠β/φ⁠ − φ), ±(αφ + β + ⁠1/φ⁠)),
s sodim številom znakov za seštevanje, kjer je:
α = ξ − ⁠1/ξ⁠
in
β = ξφ + φ2 + ⁠φ/ξ⁠,
kjer je {\displaystyle \varphi ={\frac {1+{\sqrt {5}}}{2}}\!\,} število zlatega reza in ξ realna rešitev enačbe ξ3 − 2ξ = φ, ki je število:
{\displaystyle \xi ={\sqrt[{3}]{{\frac {\varphi }{2}}+{\frac {1}{2}}{\sqrt {\varphi -{\frac {5}{27}}}}}}+{\sqrt[{3}]{{\frac {\varphi }{2}}-{\frac {1}{2}}{\sqrt {\varphi -{\frac {5}{27}}}}}}\approx 1,715\,5615\!\,.}
Dolžina roba prirezanega dodekaedra je enaka približno 6,0437380841.
Če se vzamejo lihe permutacije zgornjih koordinat s sodim številom znakov za seštevanje, se dobi druga oblika, enanciomorfna drugi obliki. Čeprav ni takoj očitno, je oblika, dobljena s sodimi permutacijami s sodim številom znakov za seštevanje, enaka kot tista, dobljena z lihimipermutacijami s sodim številom znakov za seštevanje. Podobno ima zrcalna slika ali liho permutacijo s sodim številom znakov za seštevanje ali sodo permutacijo z lihim številom znakov za seštevanje.

## Površina in prostornina
Površina P prirezanega dodekaedra z dolžino roba 1 je enaka:
{\displaystyle P=20{\sqrt {3}}+3{\sqrt {25+10{\sqrt {5}}}}\approx 55,286\,744\,958\,445\,15\!\,,}
prostornina V pa:
{\displaystyle V={\frac {12\xi ^{2}(3\varphi +1)-\xi (36\varphi +7)-(53\varphi +6)}{6{\sqrt {3-\xi ^{2}}}^{3}}}\approx 37,616\,649\,962\,733\,36\!\,,}
kjer je φ število zlatega reza.
Prirezani dodekaeder ima najvišjo sfernost (približno 0,982) med vsemi arhimedskimi telesi.

## Pravokotne projekcije
Prirezani dodekaeder ima tri posebne pravokotne projekcije usrediščene na rob in dve vrsti stranskih ploskev (enakostranični trikotniki in petkotniki). Zadnji dve odgovarjata Coxeterjevima ravninama A2 in H2s.
| usrediščeno na           | rob | stransko ploskev – enakostranični trikotnik | stransko ploskev – petkotnik |
| ------------------------ | --- | ------------------------------------------- | ---------------------------- |
| slika                    |     |                                             |                              |
| projektivna simetrija    | [2] | [3]                                         | [5]+                         |
| petstrani heksekontaeder |     |                                             |                              |

## Geometrijski odnosi
Prirezani dodekaeder lahko nastane, če se vzame dvanajst petkotniških stranskih ploskev dodekaedra in se jih razširi navzven, da se ne stikajo več. Na ustrezni razdalji nastane rombiikozidodekaeder, če se razdeljeni robovi zapolnijo s kvadrati in razdeljena oglišča z enakostraničnimi trikotniki. Da nastane prirezani dodekaeder, je treba dodati trikotniške stranske ploskve in pustiti prazne kvadratne vrzeli. Potem se izvede enak zasuk središč petkotnikov in enakostraničnih trikotnikov, in se nadaljuje z zasukom dokler se vrzeli lahko zapolnijo z dvema enakostraničnimi trikotnikoma.
| Dodekaeder | Rombiikozidodekaeder (razširjeni dodekaeder) | Prirezani dodekaeder |

Prirezani dodekaeder se lahko skonstruira tudi iz prisekanega ikozidodekaedra z alternacijo. Šestdeset oglišč prisekanega ikozidodekaedra tvori polieder, ki je topološko enakovreden prirezanemu dodekaedru; preostalih šestdeset tvori njegovo zrcalno obliko. Nastali polieder je ogliščnoprehoden, ni pa uniformen, ker njegovi robovi nimajo enakih dolžin – tako da je potrebna dodatna deformacija, da se ga pretvori v uniformni polieder.

## Sorodni poliedri in tlakovanja
| Družina uniformnih ikozaedrskih poliedrov | Družina uniformnih ikozaedrskih poliedrov | Družina uniformnih ikozaedrskih poliedrov | Družina uniformnih ikozaedrskih poliedrov | Družina uniformnih ikozaedrskih poliedrov | Družina uniformnih ikozaedrskih poliedrov | Družina uniformnih ikozaedrskih poliedrov | Družina uniformnih ikozaedrskih poliedrov |
| Simetrija: [5,3], (*532)                  | Simetrija: [5,3], (*532)                  | Simetrija: [5,3], (*532)                  | Simetrija: [5,3], (*532)                  | Simetrija: [5,3], (*532)                  | Simetrija: [5,3], (*532)                  | Simetrija: [5,3], (*532)                  | [5,3]+, (532)                             |
| ----------------------------------------- | ----------------------------------------- | ----------------------------------------- | ----------------------------------------- | ----------------------------------------- | ----------------------------------------- | ----------------------------------------- | ----------------------------------------- |
|                                           |                                           |                                           |                                           |                                           |                                           |                                           |                                           |
|                                           |                                           |                                           |                                           |                                           |                                           |                                           |                                           |
| {5,3}                                     | t{5,3}                                    | r{5,3}                                    | t{3,5}                                    | {3,5}                                     | rr{5,3}                                   | tr{5,3}                                   | sr{5,3}                                   |
| Duali uniformnih poliedrov                |                                           |                                           |                                           |                                           |                                           |                                           |                                           |
|                                           |                                           |                                           |                                           |                                           |                                           |                                           |                                           |
| V5.5.5                                    | V3.10.10                                  | V3.5.3.5                                  | V5.6.6                                    | V3.3.3.3.3                                | V3.4.5.4                                  | V4.6.10                                   | V3.3.3.3.5                                |

Ta polpravilni polieder je član zaporedja prirezanih poliedrov s sliko oglišča (3.3.3.3.n) in Coxeter-Dinkinovim diagramom . Te oblike in njihovi duali imajo rotacijsko simetrijo (n32), v evklidski ravnini za n = 6, in v hiperbolični ravnini za poljubni višji n. Zaporedje se lahko začne z n = 2, kjer je ena množica stranskih ploskev izrojena v dvokotnike.
| Različice simetrij n32 prirezanih tlakovanj: 3.3.3.3.n | Različice simetrij n32 prirezanih tlakovanj: 3.3.3.3.n | Različice simetrij n32 prirezanih tlakovanj: 3.3.3.3.n | Različice simetrij n32 prirezanih tlakovanj: 3.3.3.3.n | Različice simetrij n32 prirezanih tlakovanj: 3.3.3.3.n | Različice simetrij n32 prirezanih tlakovanj: 3.3.3.3.n | Različice simetrij n32 prirezanih tlakovanj: 3.3.3.3.n | Različice simetrij n32 prirezanih tlakovanj: 3.3.3.3.n | Različice simetrij n32 prirezanih tlakovanj: 3.3.3.3.n |
| simetrija n32                                          | sferna                                                 | sferna                                                 | sferna                                                 | sferna                                                 | evklidska                                              | kompaktna hiperbolična                                 | kompaktna hiperbolična                                 | parakomp.                                              |
| simetrija n32                                          | 232                                                    | 332                                                    | 432                                                    | 532                                                    | 632                                                    | 732                                                    | 832                                                    | ∞32                                                    |
| ------------------------------------------------------ | ------------------------------------------------------ | ------------------------------------------------------ | ------------------------------------------------------ | ------------------------------------------------------ | ------------------------------------------------------ | ------------------------------------------------------ | ------------------------------------------------------ | ------------------------------------------------------ |
| prirezane oblike                                       |                                                        |                                                        |                                                        |                                                        |                                                        |                                                        |                                                        |                                                        |
| oglišče                                                | 3.3.3.3.2                                              | 3.3.3.3.3                                              | 3.3.3.3.4                                              | 3.3.3.3.5                                              | 3.3.3.3.6                                              | 3.3.3.3.7                                              | 3.3.3.3.8                                              | 3.3.3.3.∞                                              |
| giro oblike                                            |                                                        |                                                        |                                                        |                                                        |                                                        |                                                        |                                                        |                                                        |
| konfig.                                                | V3.3.3.3.2                                             | V3.3.3.3.3                                             | V3.3.3.3.4                                             | V3.3.3.3.5                                             | V3.3.3.3.6                                             | V3.3.3.3.7                                             | V3.3.3.3.8                                             | V3.3.3.3.∞                                             |